# Вышгородский район
Вы́шгородский райо́н (укр. Ви́шгородський райо́н) — административная единица на севере Киевской области Украины. Административный центр — город Вышгород.

## География
Площадь района — 4337 км² (в старых границах до 2020 года — 2031 км²).
Основная река — Днепр (Киевское водохранилище).
Район граничит на севере с Хойникским и Брагинским районами Гомельской области Беларуси, на северо-западе и западе с Коростенским районом Житомирской области, на северо-востоке и востоке — с Черниговским районом Черниговской области, на юго-востоке — с городом Киевом и Броварским районом Киевской области, на юге — с Бучанским районом  Киевской области.

## История
Район образован 12 апреля 1973 года.
17 июля 2020 года в результате административно-территориальной реформы Вышгородский район был расширен, в его состав вошли территории Иванковского и Полесского районов, а также город областного значения Славутич (который является анклавом на территории соседней Черниговской области) и территория бывшего Чернобыльского района (на тот момент входившего в состав Иванковского), включая покинутый город Припять при Чернобыльской АЭС.

## Население
Численность населения района в укрупнённых границах — 130,1 тыс. человек.
Численность населения района в границах до 17 июля 2020 года по состоянию на 1 января 2020 года — 76 347 человек, из них городского населения — 36 606 человек, сельского — 39 741 человек.

## Административное устройство
Район в укрупнённых границах с 17 июля 2020 года делится на 7 территориальных общин (громад), в том числе 2 городские, 3 поселковые и 2 сельские общины (в скобках — их административные центры):
- Городские:
  - Вышгородская городская община (город Вышгород),
  - Славутичская городская община (город Славутич);
- Поселковые:
  - Дымерская поселковая община (п. Дымер),
  - Иванковская поселковая община (п. Иванков),
  - Полесская поселковая община (п. Красятичи);
- Сельские:
  - Петровская сельская община (село Новые Петровцы),
  - Пирновская сельская община (село Пирново).

Территориально делится на городские и сельские громады, а также Зону отчуждения Чернобыльской АЭС.

### История деления района
Количество местных советов (в старых границах района до 17 июля 2020 года):
- городских — 1
- поселковых — 1
- сельских — 28.

Количество населённых пунктов (в старых границах района до 17 июля 2020 года):
- городов районного значения — 1
- посёлков городского типа — 1
- сёл — 55

Всего — 57 населённых пунктов.

## Органы власти
С 30 ноября 2020 года глава Вышгородского районного совета — Андрей Евгеньевич Анисимов.
С 2 июля 2019 года и.о. главы Вышгородской районной государственной администрации — Алексей Александрович Данчин.
С 7 апреля 2017 по 1 июля 2019 года глава Вышгородской районной государственной администрации — Вячеслав Владимирович Савенок.
С 31 марта 2015 по 28 октября 2016 года глава Вышгородской районной государственной администрации — Александр Любомирович Горган.
С 14 августа 2010 по март 2015 года главой районной администрации был Александр Алексеевич Приходько.